# Marius Abel Nielsen Slebsager
Marius Abel Nielsen Slebsager (13. november 1874 i Slebsager – 29. november 1962 i København) var en dansk politiker, minister og lærer.
Indtil 1906 hed han Nielsen, hvorefter han tog efternavnet efter sin fødeby.
Han var søn af en gårdmand, Laurids (eller Laust) Nielsen og hustru Marie Christine f. Pedersen, og født i Slebsager i Fåborg Sogn, øst for Varde. Hans far og mor døde tidligt, faderen i 1884 af tuberkulose som han havde pådraget sig under krigen i 1864, og moderen døde kun to måneder derefter.
Slebsager fravalgte landbruget og blev mejerist. I 1896 blev han lærer fra Silkeborg Seminarium. I 1900 blev han bestyrer for Vejen private realskole, hvor bl.a. Jacob Appels børn gik.
I 1908 blev han opstillet i Esbjergkredsen, valgt året efter og indgik i Venstre-reformpartiet. Han var medlem af Folketinget 1909-1932 og kendt som en dygtig og skarp agitator med tilnavnet "Venstres ragekniv".
Han var trafikminister i Ministerierne Neergaard 1920-1924 og her bl.a. ansvarlig for loven om bygningen af Lillebæltsbroen. Derefter var han handelsminister i Ministeriet Madsen-Mygdal 1926-1928.
I 1928 var han den ansvarlige minister, da Landmandsbanken endeligt blev rekapitaliseret efter krakket i 1922. Staten forsynede banken med ny aktiekapital og en reservefond, foruden at tidligere indskud blev afskrevet. I efteråret 1928 kom Privatbanken i vanskeligheder og måtte nedskrive sin aktiekapital betydeligt. Slebsager ønskede, i lyset af at andre banker tidligere var støttet, og at Privatbankens problemer syntes overkommelige, en statsstøtte til Privatbanken, hvilket statsminister Madsen-Mygdal imidlertid modsatte sig af principielle årsager, og som følge af denne konflikt trådte Slebsager tilbage som minister. Han stod herefter noget alene i Venstre, og da han samtidig var uenig i partiets støtte til landbruget, nedlagde han sit mandat i 1932. Ved folketingsvalget i 1939 opstillede han forgæves i Århus Amtskreds. 
I 1913-1917 var han medlem af direktionen for Andelsanstalten Tryg. Efter sin fratræden som minister var han atter aktiv i forskellige erhvervsvirksomheder, bl.a. som formand for bestyrelsen for KTAS 1928-1956. Han var bestyrelsesmedlem og i længere tid formand for forsikringselskabet Baltica. 
Slebsager blev i 1907 gift med Frida f. Pedersen og fik to sønner og to døtre. Den ældste 
søn, Laust Jørgen Slebsager, 1908-1957, var landsretssagfører i København. Den anden søn, Erik Slebsager, født 1909, var cand.jur. og bankmand, bl.a. direktør for Fyns Diskontokasse. Døtrene var Kirsten, født 1912, og Astrid, født 1917.
Få dage før folketingsvalget i september 1920 fik han Dannebrogordenens Kommandørkors af 2. grad. Han blev Dannebrogsmand i 1928. I 1940 blev han Kommandør af 1. grad. 

## Eksterne kilder/henvisning
- Marius Abel Nielsen Slebsager på gravsted.dk
- Thorsen, Svend De danske ministerier 1901-1929, Nyt Nordisk Forlag Arnold Busck, 1972.
- Slebsagers egne optegnelser

|  | Artiklen om politikeren Marius Abel Nielsen Slebsager kan blive bedre, hvis der indsættes et (bedre) billede. Du kan hjælpe ved at afsøge Wikimedia Commons for et passende billede eller uploade et godt billede til Wikimedia Commons iht. de tilladte licenser og indsætte det i artiklen. |